# Spike Wilner
Michael Wilner (New York, 1966) is een Amerikaanse jazzpianist, componist en muziekproducent.

## Biografie
Wilner groeide op in Manhattan. Zijn vader was hematoloog, zijn moeder was klinisch maatschappelijk werkster. Als kind kreeg hij pianoles. Hij werd beïnvloed door de ragtime, nadat hij een docudrama had gezien over het leven van Scott Joplin. Op 14-jarige leeftijd trad hij op met Joplins Maple Leaf Rag tijdens het St. Louis Ragtime Festival. Op de highschool kreeg hij muziekles. Na de afsluiting van zijn schooltijd studeerde hij aan The New School for Social Research in het programma voor jazz en eigentijdse muziek onder leiding van Arnie Lawrence. Onderricht had hij bij Barry Harris, Jaki Byard, Kenny Werner, Walter Davis junior, Kenny Barron, Mark Thompson, Harry Whitaker, Fred Hersch, Johnny O'Neal en Terry Waldo. Hij had ook de mogelijkheid om te spelen met Ornette Coleman. In 2007 verwierf hij de master in piano-performance aan de State University of New York in Purchase.
Tijdens zijn studie begon Wilner in verschillende New Yorkse bands te spelen en trad hij op in jazzclubs als The Village Gate, The Angry Squire, Visiones, Augies, The West End Gate en The Village Corner en sinds 1994 regelmatig in Smalls in Greenwich Village, waaraan hij intussen ook al bedrijfsleider en mede-eigenaar is verbonden. Bovendien toerde hij met de Artie Shaw Big Band, het Glenn Miller Orchestra (Ghost Bands) en bij Maynard Ferguson. Onder zijn eigen naam presenteerde hij een reeks albums als A Blues of Many Colors (Fresh Sound New Talent), Planet Jazz (Sharp Nine Records) en Three to Go (PosiTone Records). Daarnaast bracht hij transcripties uit van de muziek van Willie 'The Lion' Smith (The Lion of the Piano). Sinds 2010 is hij bovendien producent van het eigen label Smalls Live, waarbij opnamen verschenen van liveoptredens, waaronder zijn eigen productie Spike Wilner, Solo Piano: Live at Smalls. Op het gebied van de jazz was hij tussen 1998 en 2016 betrokken bij 20 opnamesessies, waaronder met Dave Liebman & The Manhattan School of Music Jazz Orchestra en met Cyrille Aimée.

## Discografie
- 1998: Portraits (NRG), met Joe Magnarelli, Grant Stewart, Peter Bernstein, Kenji Rabson, Brian Floody
- 2003: Late Night: Live at Small's (Fresh Sound), met Ian Hendrickson-Smith, Yves Broqui, Paul Gill, Joe Strasser
- 2007: Three to Go (PosiTone), met Ryan Kisor, Joel Frahm, Ugonna Okegwo, Montez Coleman
- 2011: La Tendresse (PosiTone), met Dezron Douglas, Joey Saylor
- 2014: Live at Smalls (SmallsLIVE), met Yotam Silberstein, Paul Gill
- 2016: Odalisque (Cellar Live), met Tyler Mitchell, Anthony Pinciotti

- Library of Congress Control Number: no2011173582
- Virtual International Authority File: 215972102
- WorldCat: E39PBJwdbMVTcQDHqqJfMjJbh3